# Moyseis Marques
Moyseis Tiago Leite, mais conhecido como Moyseis Marques (Juiz de Fora, 12 de março de 1979), é um cantor e compositor brasileiro.
Moyseis Marques 
Cantautor carioca, criado na Vila da Penha, Moyseis Marques é cantor, compositor, músico e produtor, com ligação especial com o samba, o forró pé- de- serra e a MPB.
Iniciou-se profissionalmente na música em 1999, cantando em bares da Zona Norte do Rio de Janeiro. Fundador-integrante das bandas " Casuarina " , " Forró na Contramão" e " Tempero Carioca" , teve passagem por alguns conjuntos musicais antes de lançar seu primeiro disco solo, o homônimo" Moyseis Marques " em 2007, pela Deck Disck, produzido por Paulão 7 cordas. 
A partir daí ficou conhecido como um dos principais talentos revelados na Lapa carioca dos anos 2000, colecionando apresentações por todo o Brasil, Europa e Estados Unidos - onde também ministrou aulas de canto popular. 
Lançou 7 discos e um DVD, tendo duas indicações ao Prêmio da Música Brasileira em dois anos consecutivos ( melhor disco e melhor intérprete ) e uma ao Grammy Latino ( melhor álbum de samba/ pagode ) . Em 2024 ganhou o PMB na categoria " Projeto Especial " , com o coletivo " Desengaiola " . 
Foi protagonista do musical " Ópera do Malandro " , clássico de Chico Buarque, na montagem de João Falcão, de 2014, que estreou no Theatro Municipal do Rio de Janeiro. No cinema, participou do documentário " Chico, um artista brasileiro " , de Miguel Faria Júnior. 
Já tocou e gravou com nomes como Chico Buarque, João Bosco, Arlindo Cruz, Leila Pinheiro, Mônica Salmaso, Roberta Sá, Martinho da Vila, Luiz Melodia, Elton Medeiros e Paulinho da Viola. 
Como compositor, é parceiro de Aldir Blanc, Nei Lopes, Moacyr Luz, Ivan Lins, Cristóvão Bastos, Joyce Moreno, Fátima Guedes e Yamandu Costa, entre outros. 
Já teve canções suas integrando as trilhas das novelas " Caminho das Índias" , " Insensato Coração " e " Renascer " . 
Atualmente, se prepara pra lançar seu novo álbum " Na Matriz ", pela Biscoito Fino, comemorando 25 anos de carreira com 13 canções inéditas de sua autoria, onde toca violão em todas as faixas e recebe convidados ilustres para dividir sambas, forrós, ijexás e capoeiras.

## Discografia
- 2003 - E aí Zé? (Independente)
- 2007 - Moyseis Marques (Deckdisc)
- 2009 - Fases do Coração (Deckdisc)
- 2012 - Pra Desengomar (Biscoito Fino)

2014 - Casual Solo (Fina Flor ) 
2015 - Made in Brasil ( Sarau ) 
2019 - Passatempo ao vivo ( Biscoito Fino )
2021 - Desengaiola ( Som Livre )